# Ústí nad Labem-město
Ústí nad Labem-město je jeden ze čtyř samosprávných městských obvodů statutárního města Ústí nad Labem.

## Vymezení obvodu
Tvoří jej místní části Ústí nad Labem-centrum (jen část katastrálního území Ústí nad Labem zahrnující ZSJ Ústí nad Labem-střed, Ústí nad Labem-u západního nádraží, Sady Bedřicha Smetany, Ke Skřivánku, Hlavní nádraží, Pražská ulice, Větruše, Žižkova, Západní nádraží, Ústí nad Labem-průmyslový obvod, U Bíliny, U polikliniky, Hornická-Stará, Skřivánek, Malátova, Na Nivách II, Klíšská-Solvayova, Univerzitní kampus), Božtěšice, Bukov (jen část katastrálního území Bukov zahrnující ZSJ Bukov-střed, Dukelských hrdinů, Pod Střížovickým vrchem, Sídliště Pod Holoměří), Habrovice, Hostovice, Klíše, Předlice, Skorotice, Strážky, Vaňov a Všebořice.